# John Lambton (3e comte de Durham)
John George Lambton (19 juin 1855 - 18 septembre 1928), est un pair britannique. Connu sous le nom de vicomte Lambton jusqu'en 1879, il devient 3e comte de Durham.

## Biographie
Il est le fils jumeau aîné de George Lambton, et de son épouse Lady Beatrix Frances, fille de James Hamilton. Son grand-père est le célèbre homme d'État et administrateur colonial, John Lambton, et son arrière-grand-père est le Premier ministre Charles Grey.
Jeune homme, il est lieutenant dans les Coldstream Guards et est devenu plus tard colonel honoraire de la Durham Heavy Brigade, de l'Artillerie royale, du 6e Bataillon Northumberland Fusiliers et du 8e Bataillon Durham Light Infantry, et reçoit la décoration de volontaire ,.
Il est Lord Lieutenant de Durham de 1884 à 1928 et porte la verge d'ivoire de la reine consort avec colombe lors du couronnement de George V en 1911 et est Lord grand intendant de George V lors de sa visite en Inde de 1911 à 1912. Il est fait chevalier de la jarretière en 1909 et admis au Conseil privé en 1911. De 1919 à 1928, il est chancelier de l'Université de Durham.
Il épouse Ethel Elizabeth Louisa, fille de Henry Beilby William Milner, en 1882. Le mariage est sans enfant et Ethel Elizabeth Louisa est placée dans une institution psychiatrique pendant la majeure partie de sa vie d'adulte. John Lambton a un enfant, John RH Rudge (né en 1892), hors mariage avec la danseuse Letty Lind, qu'il n'a pas pu épouser car la maladie de sa femme a empêché le divorce. Lui et Lind ont vécu ensemble pendant de nombreuses années jusqu'à sa mort en 1923 . Il est décédé en septembre 1928, à l'âge de 73 ans, et est remplacé dans le comté par son frère jumeau cadet, Frederick Lambton. Ethel Elizabeth Louisa est décédée en 1931.